# Collegio di North Down
North Down è un collegio elettorale nordirlandese della Camera dei comuni del Parlamento del Regno Unito. Elegge un membro del Parlamento con il sistema maggioritario a turno unico. Il rappresentante del collegio, dal 2024, è Alex Easton, eletto come Indipendente.

## Estensione
- 1950–1974: i borough municipali di Bangor e Newtownards, i distretti urbani di Donaghadee e Holywood e i distretti rurali di Castlereagh, Hillsborough e Newtownards.
- 1974–1983: i borough municipali di Bangor e Newtownards, i distretti urbani di Donaghadee e Holywood, il distretto rurale di North Down, le divisioni elettorali del distretto di Castlereagh di Ballycultra, Craigavad, e Holywood Rural, e le divisioni elettorali del distretto rurale di Hillsborough di Annahilt, Ballykeel, Ballymacbrennan, Ballyskeagh, Ballyworfy, Blaris, Carryduff, Dromara, Drumbo, Glassdrumman, Hillsborough, Maze, Ouley e Saintfield.
- 1983–1997: il distretto di North Down e i ward del distretto di Castlereagh di Ballyhanwood, Carrowreagh, Dundonald, Enler, Gilnahirk e Tullycarnet.
- dal 1997: il distretto di North Down e i ward del distretto di Ards di Donaghadee North, Donaghadee South e Millisle.

Il collegio di North Down fu creato nel 1885 dalla parte settentrionale di Down; dallo scioglimento del Parlamento nel 1922, tornò nuovamente all'interno del collegio di Down.
Il seggio fu ricreato nel 1950 quando i due deputati del collegio di Down furono aboliti per rendere tutti i collegi uninominali. In origine il collegio consisteva di gran parte dell'area nord di Down, con la parte meridionale inclusa in South Down. Nel gennaio 1980 le proposte originali della Boundary Commission ridussero la dimensione del collegio, ri-denominandolo "Loughside", in modo da evitare confusione nel caso di elezioni per il consiglio del borough che dovessero tenersi nello stesso giorno. Di conseguenza, nel 1983 il collegio fu radicalmente ridotto anche per l'aumento dei collegi nordirlandesi da 12 a 17, anche se il nome rimase inalterato. Diverse parti del collegio furono trasferite al nuovo collegio di Strangford; con la modifica dei confini proposta nel 1995, il collegio scambiò alcuni territori con Strangford, perdendo l'area di Dundonald e ottenendo una parte del distretto di Ards.
Il collegio oggi contiene interamente il distretto di North Down, oltre a Donaghadee e Millisle in Ards.
Nel 2005 la Boundary Commission pubblicò delle raccomandazioni provvisorie per modificare i confini dei collegi dell'Irlanda del Nord; non furono proposte modifiche per North Down.

## Storia

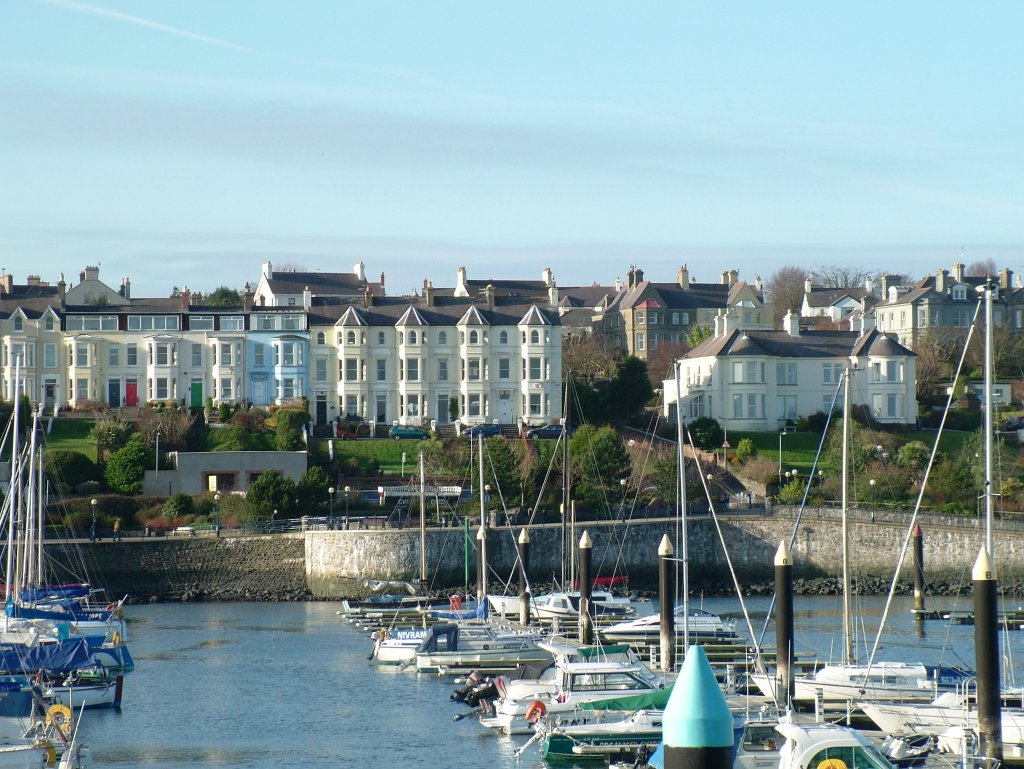
Bangor, Contea Down

### Dal 1885 al 1922
Il collegio rappresentò una forte area unionista retta dall'Alleanza Unionista Irlandese; né il Partito Nazionalista Irlandese né Sinn Féin si candidarono fino al 1918.

#### Il primo Dáil
Sinn Féin partecipò alle elezioni generali in Irlanda del 1918 per istituire un'assemblea rivoluzionaria a Dublino; nella teoria repubblicana, ogni deputato eletto in Irlanda era un potenziale deputato per questa assemblea. In pratica, solo i membri di Sinn Féin accettarono questa offerta. 
Il rivoluzionario Primo Dáil si riunì il 21 gennaio 1919, fino al 10 maggio 1921; secondo una risoluzione approvata il 10 maggio 1921, il Dáil fu sciolto al momento della riunione del Secondo Dáil, che avvenne il 16 agosto 1921.
Nel 1921 Sinn Fèin decise di utilizzare le elezioni autorizzate dal Regno Unito per la Camera dei Comuni dell'Irlanda del Nord e per la Camera dei Comuni dell'Irlanda del Sud come elezione per il Secondo Dáil della Repubblica irlandese; il collegio fu incorporato nel collegio composto da otto membri di Down, e vide il Presidente di Dáil Éireann, Éamon de Valera, eletto. Il collegio elesse anche il primo Primo Ministro dell'Irlanda del Nord, James Craig, eletto al Parlamento dell'Irlanda del Nord.

### Dal 1950 ad oggi
North Down è uno dei collegi più unionisti dell'Irlanda del Nord, con i partiti nazionalisti che tipicamente non ottengono più del 6% dei voti. Alle elezioni del 1955 George Currie, Unionista dell'Ulster, ottenne il 96,8% dei voti popolari, risultato che riuscì addirittura a migliorare alle elezioni del 1959 con il 98%. Queste percentuali di voto sono le più alte mai raggiunte in un'elezione nel Regno Unito dopo la riforma del 1832. Tuttavia, il collegio di North Down ha la politica più volatile e meno predicibile dell'intera Irlanda del Nord. Mentre altrove vi sono effettivamente scontri su cui si giocano le elezioni, specialmente tra il Partito Unionista dell'Ulster (UUP) e il Partito Unionista Democratico (DUP) per la posizione di partito unionista dominante, e tra il Partito Social Democratico e Laburista (SDLP) e Sinn Féin per la posizione di partito nazionalista dominante, e tra unionisti e nazionalisti in generale, North Down è differente. La mancanza di un sostanziale voto nazionalista rende le due battaglie immateriali; tra i cinque principali partiti nordirlandesi, solo UUP e il Partito dell'Alleanza dell'Irlanda del Nord hanno storicamente avuto una organizzazione e un sostegno nel collegio, anche se il DUP ha recentemente iniziato a risalire le percentuali di voto, fino ad ora praticamente nulle.
Inoltre, le elezioni hanno visto molti voti per partiti minori e indipendenti. Il Partito Unionista Popolare dell'Ulster, i Conservatori dell'Irlanda del Nord, il Partito Unionista del Regno Unito e la Coalizione delle Donne dell'Irlanda del Nord hanno preso una quantità ragguardevole negli ultimi 15 anni, mentre nelle elezioni dei consigli locali diversi candidati indipendenti hanno ottenuti sufficienti voti per essere eletti. Nell'area vi sono molti "partiti personali", dei quali il Partito Unionista Popolare dell'Ulster e il Partito Unionista del Regno Unito sono i meglio conosciuti, ma non gli unici. Vi sono stati molti esempi di eletti che hanno cambiato partito, e che sono riusciti a rivincere le elezioni col nuovo partito.
Il collegio è il più prospero dell'Irlanda del Nord ed è considerato il più simile a un collegio inglese. In parte perché l'area fu il cuore della campagna per la Cittadinanza Eguale alla fine degli anni '80, quando si sosteneva che i partiti politici della Gran Bretagna dovessero organizzarsi e candidarsi alle elezioni anche in Irlanda del Nord, nella speranza che ciò avrebbe normalizzato la politica della regione. Il Partito Conservatore si stabilì (negli anni precedenti era stato in alleanza con il Partito Unionista dell'Ulster, fino alla rottura delle relazioni negli anni '70), e ad oggi è relativamente forte a North Down, anche se il voto negli anni recenti è declinato, in discesa dai risultati del 1989 e 1992.
Tradizionalmente le affluenze alle urne sono molto basse secondo gli standard nordirlandesi, possibilmente a causa della mancanza di una vera minaccia di vittoria nazionalista, che toglie l'impeto del voto contro gli unionisti come altrove nella regione. L'unica eccezione significativa ai livelli di affluenza è il referendum del 1998 sull'Accordo del Venerdì Santo, che vide un'affluenza dell'80%, un risultato non lontano da quello del 1921.
Il collegio parlamentare fu in origine ottenuto dal UUP senza opposizione seria; alle elezioni del 1970 James Kilfedder fu eletto e accumulò un discreto grado di popolarità nel collegio. Nel 1977 egli lasciò l'UUP in protesta sul crescente sostegno del partito alla politica di Enoch Powell di integrazione per l'Irlanda del Nord, piuttosto che l'istituzione di un governo devoluto. Candidandosi come unionista indipendente, Kilfedder fu eletto sfidando l'UUP alle elezioni del 1979 e l'anno successivo fondò il Partito Unionista Popolare dell'Ulster, con pochi consiglieri locali eletti sotto la sua bandiera.
Kilfedder continuò a rappresentare il collegio e alle elezioni del 1987 fece un patto elettorale con UUP e DUP per costituire una opposizione unificata all'Accordo anglo-irlandese; il candidato UUP Robert McCartney rifiutò tuttavia di candidarsi, opponendosi al patto. McCartney fu espulso dal UUP e si candidò come "Unionista Reale" con un programma di integrazione completa della regione. Kilfedder mantenne il seggio, ma con un vantaggio inferiore. Nel suo programma, McCartney aveva chiesto ai principali partiti britannici di organizzarsi e fare politica nella regione, e il suo risultato diede slancio a questa campagna.
Il Partito Conservatore ebbe buoni risultati alle elezioni locali del 1989 per il Consiglio di North Down, e divenne il maggiore partito. Vennero candidati diversi conservatori alle elezioni del 1992, ma il loro principale obiettivo era North Down. Kilfedder all'epoca stava assumendo la whip a Westminster, e alla fine il risultato fu simile a quello del 1987.
Kilfedder morì nel 1995 e il suo Partito Unionista Popolare dell'Ulster sparì ancora prima delle successive elezioni suppletive; all'epoca i conservatori dell'Irlanda del Nord erano crollati, pertanto l'UUP era fiducioso di poter riconquistare il seggio. McCartney decise tuttavia di candidarsi, questa volta come "Unionista del Regno Unito", con il sistegno del DUP e nessun candidato partecipò alle elezioni per gli unionisti popolari e per i partiti nazionalisti. L'affluenza fu bassa, vinse McCartney e il voto conservatore crollò dal 32% al 2,1%.
McCartney cercò ulteriormente di sfidare i partiti unionisti esistenti offrendo un'alternativa meno confessionalista; riconquistò il seggio alle elezioni generali del 1997 e fu eletto anche per il Northern Ireland Forum nel 1996 e all'Assemblea dell'Irlanda del Nord nel 1998, risultando per entrambi l'unico unionista del Regno Unito eletto per North Down. Alle elezioni per l'Assemblea dell'Irlanda del Nord del 1998 l'UUP ebbe il migliore risultato nella regione e si iniziò a speculare sul fatto che sarebbero riusciti a sconfiggere McCartney alle successive elezioni generali.
Alla selezione del candidato UUP scoppiò uno scandalo; inizialmente fu scelto Peter Weir, ma la sua opposizione all'Accordo del Venerdì Santo e alla leadership di David Trimble divenne esagerata, rendendolo imbarazzante per il partito. A Weir fu quindi tolta la candidatura, e il nuovo candidato scelto, Sylvia Hermon, sosteneva sia Trimble che l'Accordo.
Weir rimase membro dell'Assemblea dell'Irlanda del Nord, ma passò poi al DUP. Alle elezioni per l'Assemblea dell'Irlanda del Nord del 2003 Weir mantenne il suo seggio per il DUP; alle elezioni del 2005 la battaglia tra i partiti si combatté tra Weir del DUP, l'Alleanza che propose un proprio candidato, e McCartney che alla fine scelse di non candidarsi, ma di sostenere Wwir. In una elezione combattuta, Hermon mantenne il seggio, per divenire l'unica deputata unionista all'epoca, anche se in seguito lasciò il partito.

## Membri del parlamento
| Elezione     | Elezione                 | Deputato            | Partito                        |
| ------------ | ------------------------ | ------------------- | ------------------------------ |
|              | 1885                     | Thomas Waring       | Conservatore                   |
|              | 1886                     | Thomas Waring       | Unionista Irlandese            |
| 1898 (S)     | John Blakiston-Houston   |                     | Unionista Irlandese            |
| 1900         | Thomas Lorimer Corbett   |                     | Unionista Irlandese            |
| 1910 (S)     | William Mitchell-Thomson |                     | Unionista Irlandese            |
| 1918         | Thomas Watters Brown     |                     | Unionista Irlandese            |
|              | Feb 1922 (S)             | Henry Hughes Wilson | Unionista dell'Ulster          |
| Lug 1922 (S) | John Morrow Simms        |                     | Unionista dell'Ulster          |
|              | 1922                     | Collegio abolito    | Collegio abolito               |
|              | 1950                     | Collegio ricreato   | Collegio ricreato              |
|              | 1950                     | Walter Smiles       | Unionista dell'Ulster          |
| 1953 (S)     | Patricia Ford            |                     | Unionista dell'Ulster          |
| 1955         | George Currie            |                     | Unionista dell'Ulster          |
| 1970         | James Kilfedder          |                     | Unionista dell'Ulster          |
|              | James Kilfedder          | 1977                | Unionista Indipendente         |
|              | James Kilfedder          | 1980                | Unionista Popolare dell'Ulster |
|              | 1995 (S)                 | Robert McCartney    | Unionista del Regno Unito      |
|              | 2001                     | Sylvia Hermon       | Unionista dell'Ulster          |
|              | 2010                     | Sylvia Hermon       | Unionista Indipendente         |
|              | 2019                     | Stephen Farry       | Alleanza                       |
|              | 2024                     | Alex Easton         | Indipendente                   |

## Risultati elettorali

### Elezioni negli anni 2020
| Partito                    | Partito                                          | Candidato                  | Risultati 4 luglio 2024 | Risultati 4 luglio 2024 |
| Partito                    | Partito                                          | Candidato                  | Voti                    | %                       |
| -------------------------- | ------------------------------------------------ | -------------------------- | ----------------------- | ----------------------- |
|                            | Indipendente                                     | Alex Easton                | 20 913                  | 48,30                   |
|                            | Alleanza                                         | Stephen Farry              | 13 608                  | 31,43                   |
|                            | UUP                                              | Tim Collins                | 6 754                   | 15,60                   |
|                            | Verde                                            | Barry McKee                | 1 247                   | 2,88                    |
|                            | SDLP                                             | Déirdre Vaughan            | 657                     | 1,52                    |
|                            | Indipendente                                     | Chris Carter               | 117                     | 0,27                    |
|                            |                                                  |                            |                         |                         |
| Iscritti                   | Iscritti                                         | Iscritti                   | 73 885                  | 100,00                  |
| ↳ Votanti (% su iscritti)  | ↳ Votanti (% su iscritti)                        | ↳ Votanti (% su iscritti)  | 43 593                  | 59,00                   |
| ↳ Astenuti (% su iscritti) | ↳ Astenuti (% su iscritti)                       | ↳ Astenuti (% su iscritti) | 30 292                  | 41,00                   |
|                            |                                                  |                            |                         |                         |
|                            | Esito: collegio passa da Alleanza a Indipendente |                            |                         |                         |

### Elezioni negli anni 2010
| Partito                    | Partito                                            | Candidato                  | Risultati 12 dicembre 2019 | Risultati 12 dicembre 2019 |
| Partito                    | Partito                                            | Candidato                  | Voti                       | %                          |
| -------------------------- | -------------------------------------------------- | -------------------------- | -------------------------- | -------------------------- |
|                            | Alleanza                                           | Stephen Farry              | 18 358                     | 45,17                      |
|                            | DUP                                                | Alex Easton                | 15 390                     | 37,87                      |
|                            | UUP                                                | Alan Chambers              | 4 936                      | 12,14                      |
|                            | Conservatori                                       | Matthew Robinson           | 1 959                      | 4,82                       |
|                            |                                                    |                            |                            |                            |
| Iscritti                   | Iscritti                                           | Iscritti                   | 67 099                     | 100,00                     |
| ↳ Votanti (% su iscritti)  | ↳ Votanti (% su iscritti)                          | ↳ Votanti (% su iscritti)  | 40 643                     | 60,57                      |
| ↳ Astenuti (% su iscritti) | ↳ Astenuti (% su iscritti)                         | ↳ Astenuti (% su iscritti) | 26 456                     | 39,43                      |
|                            |                                                    |                            |                            |                            |
|                            | Esito: collegio passa da Unionista Ind. a Alleanza |                            |                            |                            |

| Partito                    | Partito                                     | Candidato                  | Risultati 8 giugno 2017 | Risultati 8 giugno 2017 |
| Partito                    | Partito                                     | Candidato                  | Voti                    | %                       |
| -------------------------- | ------------------------------------------- | -------------------------- | ----------------------- | ----------------------- |
|                            | Unionista Ind.                              | Sylvia Hermon              | 16 148                  | 41,21                   |
|                            | DUP                                         | Alex Easton                | 14 940                  | 38,13                   |
|                            | Alleanza                                    | Andrew Muir                | 3 639                   | 9,29                    |
|                            | Verdi                                       | Steven Agnew               | 2 549                   | 6,51                    |
|                            | Conservatori                                | Frank Shivers              | 941                     | 2,40                    |
|                            | Sinn Féin                                   | Thérèse McCartney          | 531                     | 1,36                    |
|                            | SDLP                                        | Caoímhe McNeill            | 400                     | 1,02                    |
|                            | Indipendente                                | Gavan Reynolds             | 37                      | 0,09                    |
|                            |                                             |                            |                         |                         |
| Iscritti                   | Iscritti                                    | Iscritti                   | 64 373                  | 100,00                  |
| ↳ Votanti (% su iscritti)  | ↳ Votanti (% su iscritti)                   | ↳ Votanti (% su iscritti)  | 39 268                  | 61,00                   |
| ↳ Astenuti (% su iscritti) | ↳ Astenuti (% su iscritti)                  | ↳ Astenuti (% su iscritti) | 25 105                  | 39,00                   |
|                            |                                             |                            |                         |                         |
|                            | Esito: collegio confermato a Unionista Ind. |                            |                         |                         |

| Partito                    | Partito                                     | Candidato                  | Risultati 7 maggio 2015 | Risultati 7 maggio 2015 |
| Partito                    | Partito                                     | Candidato                  | Voti                    | %                       |
| -------------------------- | ------------------------------------------- | -------------------------- | ----------------------- | ----------------------- |
|                            | Unionista Ind.                              | Sylvia Hermon              | 17 689                  | 49,21                   |
|                            | DUP                                         | Alex Easton                | 8 487                   | 23,61                   |
|                            | Alleanza                                    | Andrew Muir                | 3 086                   | 8,58                    |
|                            | Verdi                                       | Steven Agnew               | 1 958                   | 5,45                    |
|                            | Conservatori                                | Mark Brotherston           | 1 593                   | 4,43                    |
|                            | UKIP                                        | Jonny Lavery               | 1 482                   | 4,12                    |
|                            | TUV                                         | William Cudworth           | 686                     | 1,91                    |
|                            | SDLP                                        | Tom Woolley                | 355                     | 0,99                    |
|                            | CISTA                                       | Glenn Donnelly             | 338                     | 0,94                    |
|                            | Sinn Féin                                   | Therese McCartney          | 273                     | 0,76                    |
|                            |                                             |                            |                         |                         |
| Iscritti                   | Iscritti                                    | Iscritti                   | 64 191                  | 100,00                  |
| ↳ Votanti (% su iscritti)  | ↳ Votanti (% su iscritti)                   | ↳ Votanti (% su iscritti)  | 35 947                  | 56,00                   |
| ↳ Astenuti (% su iscritti) | ↳ Astenuti (% su iscritti)                  | ↳ Astenuti (% su iscritti) | 28 244                  | 44,00                   |
|                            |                                             |                            |                         |                         |
|                            | Esito: collegio confermato a Unionista Ind. |                            |                         |                         |

| Partito                    | Partito                                       | Candidato                  | Risultati 6 maggio 2010 | Risultati 6 maggio 2010 |
| Partito                    | Partito                                       | Candidato                  | Voti                    | %                       |
| -------------------------- | --------------------------------------------- | -------------------------- | ----------------------- | ----------------------- |
|                            | Unionista Ind.                                | Sylvia Hermon              | 21 181                  | 63,26                   |
|                            | UCU-NF                                        | Ian Parsley                | 6 817                   | 20,36                   |
|                            | Alleanza                                      | Stephen Farry              | 1 876                   | 5,60                    |
|                            | TUV                                           | Kaye Kilpatrick            | 1 634                   | 4,88                    |
|                            | Verdi                                         | Steven Agnew               | 1 043                   | 3,12                    |
|                            | SDLP                                          | Liam Logan                 | 680                     | 2,03                    |
|                            | Sinn Féin                                     | Vincent Parker             | 250                     | 0,75                    |
|                            |                                               |                            |                         |                         |
| Iscritti                   | Iscritti                                      | Iscritti                   | 60 653                  | 100,00                  |
| ↳ Votanti (% su iscritti)  | ↳ Votanti (% su iscritti)                     | ↳ Votanti (% su iscritti)  | 33 481                  | 55,20                   |
| ↳ Astenuti (% su iscritti) | ↳ Astenuti (% su iscritti)                    | ↳ Astenuti (% su iscritti) | 27 172                  | 44,80                   |
|                            |                                               |                            |                         |                         |
|                            | Esito: collegio passa da UUP a Unionista Ind. |                            |                         |                         |

### Elezioni negli anni 2000
| Partito                    | Partito                          | Candidato                  | Risultati 5 maggio 2005 | Risultati 5 maggio 2005 |
| Partito                    | Partito                          | Candidato                  | Voti                    | %                       |
| -------------------------- | -------------------------------- | -------------------------- | ----------------------- | ----------------------- |
|                            | UUP                              | Sylvia Hermon              | 16 268                  | 50,38                   |
|                            | DUP                              | Peter Weir                 | 11 324                  | 35,07                   |
|                            | Alleanza                         | David Alderdice            | 2 451                   | 7,59                    |
|                            | SDLP                             | Liam Logan                 | 1 009                   | 3,12                    |
|                            | Conservatori                     | Julian Robertson           | 822                     | 2,55                    |
|                            | Indipendente                     | Chris Carter               | 211                     | 0,65                    |
|                            | Sinn Féin                        | Janet McCrory              | 205                     | 0,63                    |
|                            |                                  |                            |                         |                         |
| Iscritti                   | Iscritti                         | Iscritti                   | 59 796                  | 100,00                  |
| ↳ Votanti (% su iscritti)  | ↳ Votanti (% su iscritti)        | ↳ Votanti (% su iscritti)  | 32 290                  | 54,00                   |
| ↳ Astenuti (% su iscritti) | ↳ Astenuti (% su iscritti)       | ↳ Astenuti (% su iscritti) | 27 506                  | 46,00                   |
|                            |                                  |                            |                         |                         |
|                            | Esito: collegio confermato a UUP |                            |                         |                         |

| Partito                    | Partito                                     | Candidato                  | Risultati 7 giugno 2001 | Risultati 7 giugno 2001 |
| Partito                    | Partito                                     | Candidato                  | Voti                    | %                       |
| -------------------------- | ------------------------------------------- | -------------------------- | ----------------------- | ----------------------- |
|                            | UUP                                         | Sylvia Hermon              | 20 833                  | 56,02                   |
|                            | Unionista UK                                | Bob McCartney              | 13 509                  | 36,33                   |
|                            | SDLP                                        | Marietta Farrell           | 1 275                   | 3,43                    |
|                            | Conservatori                                | Julian Robertson           | 815                     | 2,19                    |
|                            | Indipendente                                | Chris Carter               | 444                     | 1,19                    |
|                            | Sinn Féin                                   | Eamonn McConvey            | 313                     | 0,84                    |
|                            |                                             |                            |                         |                         |
| Iscritti                   | Iscritti                                    | Iscritti                   | 63 246                  | 100,00                  |
| ↳ Votanti (% su iscritti)  | ↳ Votanti (% su iscritti)                   | ↳ Votanti (% su iscritti)  | 37 189                  | 58,80                   |
| ↳ Astenuti (% su iscritti) | ↳ Astenuti (% su iscritti)                  | ↳ Astenuti (% su iscritti) | 26 057                  | 41,20                   |
|                            |                                             |                            |                         |                         |
|                            | Esito: collegio passa da Unionista UK a UUP |                            |                         |                         |

## Risultati dei referendum

### Referendum sulla permanenza del Regno Unito nell'Unione europea del 2016
|                  | Collegio    | Lasciare UE % | Rimanere in UE % |
| ---------------- | ----------- | ------------- | ---------------- |
|                  | North Down  | 47,60%        | 52,40%           |
| Irlanda del Nord | 44,22%      | 55,78%        |                  |
|                  | Regno Unito | 51,89%        | 48,11%           |